# Ratio VAX
La ratio VAX es una ratio frecuentemente utilizada en economía internacional para medir la relación existente entre el volumen de comercio medido en valor añadido y el volumen de comercio medido en términos brutos. Fue utilizado por primera vez por Robert C. Johnson y Guillermo Noguera en 2012. Resulta de utilidad para evaluar el peso que el comercio de productos intermedios tiene sobre el comercio total. Cuanto mayor sea la ratio, menor es el peso del comercio de productos intermedios.
La ratio es el cociente entre el comercio medido en valor añadido, en el numerador, y el comercio medido en términos brutos, en el denominador.
Siempre toma valores superiores a cero y puede tomar valores superiores a 1 en el caso de sectores cuyo valor añadido queda incorporado y contabilizado en otros sectores. Esto suele ocurrir con el sector servicios.